# دومينيك مارتينوفيتش
دومينيك مارتينوفيتش هو لاعب كرة قدم كرواتي في مركز الهجوم، ولد في 25 مارس 1997 في شتوتغارت في ألمانيا. لعب مع آر بي لايبزيغ.

## وصلات خارجية
- دومينيك مارتينوفيتش على موقع قاعدة بيانات كرة القدم.إي يو (الإنجليزية)
- دومينيك مارتينوفيتش على موقع عالم كرة القدم.نت (الإنجليزية)